# Hyloxalus toachi
Espèce
Synonymes
- Colostethus toachi Coloma, 1995

Statut de conservation UICN

 EN B1ab(iii) : En danger
Hyloxalus toachi est une espèce d'amphibiens de la famille des Dendrobatidae.

## Répartition
Cette espèce est endémique du Nord-Ouest de l'Équateur. Elle se rencontre de 200 à 1 410 m d'altitude sur le versant Ouest de la cordillère Occidentale.

## Description
Les mâles mesurent de 18,1 à 23,1 mm et les femelles de 24,6 à 28,2 mm.

## Étymologie
Cette espèce est nommée en l'honneur des amérindiens Toachi.

## Publication originale
- Coloma, 1995 : Ecuadorian frogs of the genus Colostethus (Anura: Dendrobatidae). University of Kansas Natural History Museum Miscellaneous Publication, no 87, p. 1-72 (texte intégral).